# Хохлаво
Хохлаво — деревня в Пронском районе Рязанской области. Входит в Погореловское сельское поселение

## География
Находится в юго-западной части Рязанской области на расстоянии приблизительно 7 км на восток по прямой от районного центра города Пронск.

## История
Была обозначена на карте 1850 года как Хохловка. Название дано по фамилии землевладельца.

## Население
Численность населения: 9 человек в 2002 году (русские 89 %), 4 в 2010.